# Pajarito

Localização de Pajarito no departamento de Boyacá.

Pajarito é um município no departamento de Boyacá, na Colômbia.